# 八山裁判
八山裁判（はちやまさいばん）は、昭和後期に、宮城県蔵王町宮財産区との土地売買契約を巡り、東京の丸尾商事株式会社が起こした訴訟事件である。宮財産区損害賠償請求訴訟事件とも。

## 事件の経緯
1973年（昭和48年）、宮財産区は八山地区に所有する山林126haを開発し、観光資源として活用しようとの計画を打ち出す。入札の結果、東京の丸尾商事株式会社（株式会社ユニバーサル都市研）との間で7億5600万円で売買契約を結び、宮財産区は手付金1億5120万円を受領した。丸尾商事はゴルフ場やリゾートマンション等の建設を計画していたが、オイルショックの発生により経済成長は停滞し、資金調達が困難となった。会社側は手付金を元の1億5120万円から9120万円に減額し、その差6000万円の返還を申し入れた。理由は6000万円を返還してもらえれば、それをもとに20億の資金調達が可能であるとのことで、宮財産区は町議会との協議の結果、会社側の申し出を受け入れ、6000万円を返還した。
しかし、会社側は契約の解除と手付金9120万円の返還を迫り、宮財産区は会社側の契約不履行を理由に契約を解除し、手付金の没収を会社側に通告した。それに対し、会社側は1976年（昭和51年）6月1日、宮財産区を相手取り、「宮財産区は契約物件に瑕疵が存在するにもかかわらず、それを隠して売買契約を行い、そのため会社は開発できず、契約手付金を含め総額3億円の損害賠償金を請求する」として、東京地裁に裁判の提起をした。
会社側が指摘した瑕疵とは、以下の2点であった。
1. ゴルフ場予定地の地下に、東北電力遠刈田発電所に通じる隧道がある。
2. 狼沢（通称）の沢水は、付近の農家の人々が飲料水や農業用水に使用している。

しかし、この点については、宮財産区は入札時と現地説明会において、説明を行っていた。

## 判決
1982年（昭和57年）4月19日、東京地裁は「原告の請求を棄却する」との判決を下し、第一審は宮財産区側の全面勝訴となった。会社側は判決を不服として、同年4月28日、東京高裁に控訴した。1987年（昭和62年）3月24日、東京高裁は「（1）本件控訴を棄却する、（2）控訴費用は控訴人の負担とする」との判決を下し、同年4月6日までに会社側の上告はなく、宮財産区の勝訴が確定した。これにより宮財産区は会社側の契約不履行につき、手付金9120万円を没収、売買契約を解消した。